# Hoofdklasse hockey heren 2014/15
Het seizoen 2014/15 is de 42ste editie van de Nederlandse herenhoofdklasse hockey. De reguliere competitie is van start gegaan op zondag 7 september en met een winterstop tussen 23 november 2014 en 1 maart 2015 zal de competitie eindigen op zondag 26 april. Aansluitend aan het eind van de reguliere competitie volgen de play offs om het landskampioenschap en promotie/degradatie. Nieuwkomer dit seizoen is Push.
Oranje Zwart werd op 16 mei 2015 voor de tweede keer op rij landskampioen, na in de finale over twee wedstrijden Kampong te verslaan. Daarvoor, op 17 april 2015 na twee speelrondes voor het einde, moest Push na één seizoen een stap terug doen.

## Clubs
| Club               | Stad             | Accommodatie                | Coach                 |
| ------------------ | ---------------- | --------------------------- | --------------------- |
| Amsterdamsche H&BC | Amstelveen       | Wagener-stadion             | Alyson Annan          |
| HC Bloemendaal     | Bloemendaal      | Sportpark 't Kopje          | Russell Garcia        |
| HC Den Bosch       | 's-Hertogenbosch | Sportpark Oosterplas        | Sjoerd Marijne        |
| HGC                | Wassenaar        | Sportpark De Roggewoning    | Dirk Loots            |
| Hurley             | Amstelveen       | Sportpark Amsterdamse Bos   | Peter Jonker          |
| SV Kampong         | Utrecht          | Sportpark Maarschalkerweerd | Alexander Cox         |
| Oranje Zwart       | Eindhoven        | Sportpark Aalsterweg        | Michel van den Heuvel |
| Pinoké             | Amstelveen       | Sportpark Amsterdamse Bos   | Hans Streeder         |
| Push               | Breda            | Push                        | Herman Kruis          |
| HC Rotterdam       | Rotterdam        | Stadion Hazelaarweg         | Reinoud Wolff         |
| Schaerweijde       | Zeist            | Sportpark Krakelingweg      | Dave Smolenaars       |
| Tilburg            | Tilburg          | Sportpark Oude Warande      | Pim Wijzenbeek        |

## Ranglijst

### Eindstand
|         | pos | club         | gs | w  | g | v  | pnt | dv | dt  | ds  |
| ------- | --- | ------------ | -- | -- | - | -- | --- | -- | --- | --- |
| Stabiel | 1.  | Kampong      | 22 | 17 | 3 | 2  | 54  | 74 | 26  | +48 |
| Stabiel | 2.  | Oranje Zwart | 22 | 16 | 4 | 2  | 52  | 80 | 36  | +44 |
| Stabiel | 3.  | Amsterdam    | 22 | 14 | 3 | 5  | 45  | 73 | 33  | +40 |
| Stabiel | 4.  | Bloemendaal  | 22 | 14 | 3 | 5  | 45  | 69 | 30  | +39 |
| Stabiel | 5.  | Rotterdam    | 22 | 14 | 3 | 5  | 45  | 67 | 30  | +37 |
| Stabiel | 6.  | HGC          | 22 | 11 | 3 | 8  | 36  | 55 | 48  | +7  |
| Stabiel | 7.  | Den Bosch    | 22 | 8  | 2 | 12 | 26  | 52 | 70  | −18 |
| Stabiel | 8.  | Hurley       | 22 | 7  | 4 | 11 | 25  | 41 | 68  | −27 |
| Stabiel | 9.  | Pinoké       | 22 | 7  | 2 | 13 | 23  | 47 | 72  | −25 |
| Stabiel | 10. | Schaerweijde | 22 | 4  | 2 | 16 | 14  | 39 | 66  | −27 |
| Stabiel | 11. | Tilburg      | 22 | 3  | 3 | 16 | 12  | 30 | 66  | −36 |
| Stabiel | 12. | Push         | 22 | 0  | 2 | 20 | 2   | 21 | 103 | −82 |

### Legenda
| Kleur | Kwalificatie voor                                                |
| ----- | ---------------------------------------------------------------- |
|       | Landskampioen na Play-offs, Plaatsing Euro Hockey League 2015/16 |
|       | Plaatsing Euro Hockey League 2015/16                             |
|       | Verliezer Play-offs landskampioenschap en Europees hockey        |
|       | Play-offs tegen degradatie naar de Overgangsklasse               |
|       | Degradatie naar de Overgangsklasse na Play-offs                  |
|       | Degradatie naar de Overgangsklasse                               |

Informatie: Wanneer de kampioen van de reguliere competitie ook 
de finale van de play offs bereikt, spelen de verliezend halvefinalisten
play offduels om het derde Europese ticket (dit seizoen: Bloemendaal-Amsterdam).

## Topscorers
| pos | Speler               | Club         | tot.' | vd' | sc' | sb' |
| --- | -------------------- | ------------ | ----- | --- | --- | --- |
| 1.  | Justin Reid-Ross     | Amsterdam    | 34    | 1   | 32  | 1   |
| 2.  | Tom Boon             | Bloemendaal  | 33    | 15  | 16  | 2   |
| 3.  | Mink van der Weerden | Oranje Zwart | 31    | 2   | 26  | 3   |
| 4.  | Gonzalo Peillat      | HGC          | 27    | 0   | 25  | 2   |
| 5.  | Constantijn Jonker   | Kampong      | 25    | 23  | 2   | 0   |

## Play-offs kampioenschap
Na de reguliere competitie wordt het seizoen beslist door middel van play-offs om te bepalen wie zich kampioen van Nederland mag noemen. Deze begonnen op zondag 3 mei 2015 met de halve finales. De nummer 1 neemt het hierin op tegen de nummer 4 en de nummer 2 neemt het op tegen de nummer 3. De duels gaan volgens het best-of-three principe (er moeten twee wedstrijden gewonnen). Vervolgens spelen de winnaars in de finale om het landskampioenschap (ook in een best-of-three).
Geplaatste clubs
| #  | Club         |
| -- | ------------ |
| 1. | Kampong      |
| 2. | Oranje Zwart |
| 3. | Amsterdam    |
| 4. | Bloemendaal  |

### Halve finales
Eerste halve finales
| 3 mei 2015 15:45 UTC+2           |                  |                                                    |                                                                                 |
| Bloemendaal                      | 2 – 3            | Kampong                                            | Sportpark 't Kopje, Bloemendaal Scheidsrechters: Jasper Nagtzaam Coen van Bunge |
| 32' Pelle Vos 60' Tim Jenniskens | Wedstrijdverslag | 30', 33' Quirijn Caspers 40' Thierry Brinkman (sc) | Sportpark 't Kopje, Bloemendaal Scheidsrechters: Jasper Nagtzaam Coen van Bunge |

| 3 mei 2015 15:45 UTC+2 |                  |                                                       |                                                                        |
| Amsterdam              | 1 – 2            | Oranje Zwart                                          | Wagener-stadion, Amsterdam Scheidsrechters: Bart de Liefde Thijs Retra |
| 6' Mirco Pruyser       | Wedstrijdverslag | 23' Niek van der Schoot 70' Mink van der Weerden (sc) | Wagener-stadion, Amsterdam Scheidsrechters: Bart de Liefde Thijs Retra |

Tweede halve finales
| 9 mei 2015 15:45 UTC+2                      |                  |                                                           |                                                                                   |
| Kampong                                     | 2 – 3            | Bloemendaal                                               | Sportpark Maarschalkerweerd, Utrecht Scheidsrechters: Maarten Boxma Michiel Otten |
| Loïck Luypaert (sc) 5' Robbert Kemperman 6' | Wedstrijdverslag | 33' Joep van der Loo 41' Tom Boon (sc) 84' Tim Jenniskens | Sportpark Maarschalkerweerd, Utrecht Scheidsrechters: Maarten Boxma Michiel Otten |

| 9 mei 2015 15:45 UTC+2                                          |                  |                                                                   |                                                                              |
| Oranje Zwart                                                    | 3 – 4            | Amsterdam                                                         | Sportpark Aalsterweg, Eindhoven Scheidsrechters: Roel van Eert Kees Tamminga |
| Bob de Voogd 26' Jelle Galema 40' Mink van der Weerden (sc) 70' | Wedstrijdverslag | 45' Justin Reid-Ross (sc) 50', 62' Santi Freixa 80' Mirco Pruyser | Sportpark Aalsterweg, Eindhoven Scheidsrechters: Roel van Eert Kees Tamminga |

Derde wedstrijd
| 10 mei 2015 15:45 UTC+2                             |                  |                    |                                                                                     |
| Kampong                                             | 3 – 1            | Bloemendaal        | Sportpark Maarschalkerweerd, Utrecht Scheidsrechters: Roel van Eert Jasper Nagtzaam |
| Philip Meulenbroek 30', 63' Loïck Luypaert (sc) 65' | Wedstrijdverslag | 60' Simon Gougnard | Sportpark Maarschalkerweerd, Utrecht Scheidsrechters: Roel van Eert Jasper Nagtzaam |

| 10 mei 2015 15:45 UTC+2                                                |                  |                  |                                                                               |
| Oranje Zwart                                                           | 4 – 1            | Amsterdam        | Sportpark Aalsterweg, Eindhoven Scheidsrechters: Michiel Otten Coen van Bunge |
| Bob de Voogd 29', 38' Mink van der Weerden (sc) 47' Rashid Mehmood 56' | Wedstrijdverslag | 6' Mirco Pruyser | Sportpark Aalsterweg, Eindhoven Scheidsrechters: Michiel Otten Coen van Bunge |

### 3de/4de plaats (Europees ticket)
1e wedstrijd
| 14 mei 2015 15:30 UTC+2              |                  |                                                              |                                                                                 |
| Bloemendaal                          | 2 – 3            | Amsterdam                                                    | Sportpark 't Kopje, Bloemendaal Scheidsrechters: Pieter Hembrecht Maarten Boxma |
| Tim Jenniskens 48' Tom Boon (sc) 63' | Wedstrijdverslag | 16' Robert Tigges 34' Floris Evers 54' Justin Reid-Ross (sc) | Sportpark 't Kopje, Bloemendaal Scheidsrechters: Pieter Hembrecht Maarten Boxma |

2e wedstrijd
| 16 mei 2015 15:30 UTC+2   |                  |                                       |                                                                           |
| Amsterdam                 | 1 – 2            | Bloemendaal                           | Wagener-stadion, Amsterdam Scheidsrechters: Kees Tamminga Jasper Nagtzaam |
| Justin Reid-Ross (sc) 51' | Wedstrijdverslag | 34' Tom Boon (sc) 82' Glenn Schuurman | Wagener-stadion, Amsterdam Scheidsrechters: Kees Tamminga Jasper Nagtzaam |

3e wedstrijd
| 17 mei 2015 15:30 UTC+2                                                          |                  |                   |                                                                         |
| Amsterdam                                                                        | 4 – 1            | Bloemendaal       | Wagener-stadion, Amsterdam Scheidsrechters: Maarten Boxma Michiel Otten |
| Jan-Willem Buissant (sc) 14' Mirco Pruyser 32' Billy Bakker 66' Santi Freixa 70' | Wedstrijdverslag | 29' Rogier Hofman | Wagener-stadion, Amsterdam Scheidsrechters: Maarten Boxma Michiel Otten |

### Finale kampioenschap
1e wedstrijd
| 14 mei 2015 15:30 UTC+2   |                  |                         |                                                                              |
| Oranje Zwart              | 2 – 1            | Kampong                 | Sportpark Aalsterweg, Eindhoven Scheidsrechters: Roel van Eert Michiel Otten |
| Bob de Voogd 7 (sc)', 36' | Wedstrijdverslag | 44' Loïck Luypaert (sc) | Sportpark Aalsterweg, Eindhoven Scheidsrechters: Roel van Eert Michiel Otten |

2e wedstrijd
| 16 mei 2015 15:30 UTC+2 |                  |                                                   |                                                                                    |
| Kampong                 | 1 – 2 (nv)       | Oranje Zwart                                      | Sportpark Maarschalkerweerd, Utrecht Scheidsrechters: Roel van Eert Coen van Bunge |
| 69' Constantijn Jonker  | Wedstrijdverslag | Mink van der Weerden (sc) 22' Gabriel Dabanch 80' | Sportpark Maarschalkerweerd, Utrecht Scheidsrechters: Roel van Eert Coen van Bunge |

## Promotie/degradatie play-offs
Play outs 11de/Vice-kampioen Overgangsklasse
| Datum              | Wedstrijd      | Uitslag       | Scoreverloop | Scheidsrechters                   |
| ------------------ | -------------- | ------------- | --- | --------------------------------- |
| 17 mei 2015, 15:15 | SCHC - Tilburg | 3 - 3 (0 - 1) | Thomas Vis 0-1 (sc) 0-2 (sc), Jip Krens 1-2 (sb) 2-2 (sb), Arjen Lodewijks 2-3, Floris Bakker 3-3.***SCHC wint na shoot-outs: 6-5                   | P. Hembrecht M. van den Wall Bake |
| 30 mei 2015, 15:15 | Tilburg - SCHC | 3 - 4 (2 - 2) | Luuk van Duren 0-1, Roderic Schwirtz 0-2, Tim Swaen 1-2 (sc), Tim Swean 2-2 (sc), Tim Krens 3-2 (sb), Floris Bakker 3-3 (sb), Roderic Schwirtz 3-4. | Onbekend                          |

Play outs 10de/Beste 2de Overgangsklasse
| Datum              | Wedstrijd             | Uitslag       | Scoreverloop | Scheidsrechters              |
| ------------------ | --------------------- | ------------- | --- | ---------------------------- |
| 17 mei 2015, 15:15 | Almere - Schaerweijde | 1 - 1 (1 - 0) | Manu Verga 1-0 (sc), Ties Ceulemans 1-1.***Schaerweijde wint na shoot-outs: 2-3                                         | F. Heijster P. van den Assum |
| 30 mei 2015, 15:15 | Schaerweijde - Almere | 4 - 2 (1 - 1) | Dider Meijer 0-1, Eli Matheson 1-1, Leon Hemminga 2-1, Thijn Knetemann (sb) 3-1, Tijn Lissone 4-1, Benjamin Stibbe 4-2. | Onbekend                     |

Nederlands landskampioenschap:

1897/98 ·
1898/99 ·
1899/00 ·
1900/01 ·
1901/02 ·
1902/03 ·
1903/04 ·
1904/05 ·
1905/06 ·
1906/07 ·
1907/08 ·
1908/09 ·
1909/10 ·
1910/11 ·
1911/12 ·
1912/13 ·
1913/14 ·
1914/15 ·
1915/16 ·
1916/17 ·
1917/18 ·
1918/19 ·
1919/20 ·
1920/21 ·
1921/22 ·
1922/23 ·
1923/24 ·
1924/25 ·
1925/26 ·
1926/27 ·
1927/28 ·
1928/29 ·
1929/30 ·
1930/31 ·
1931/32 ·
1932/33 ·
1933/34 ·
1934/35 ·
1935/36 ·
1936/37 ·
1937/38 ·
1938/39 ·
1939/40 ·
1940/41 ·
1941/42 ·
1942/43 ·
1943/44 ·
1944/45 ·
1945/46 ·
1946/47 ·
1947/48 ·
1948/49 ·
1949/50 ·
1950/51 ·
1951/52 ·
1952/53 ·
1953/54 ·
1954/55 ·
1955/56 ·
1956/57 ·
1957/58 ·
1958/59 ·
1959/60 ·
1960/61 ·
1961/62 ·
1962/63 ·
1963/64 ·
1964/65 ·
1965/66 ·
1966/67 ·
1967/68 ·
1968/69 ·
1969/70 ·
1970/71 ·
1971/72 ·
1972/73
Hoofdklasse heren:

1973/74 · 
1974/75 · 
1975/76 · 
1976/77 · 
1977/78 · 
1978/79 · 
1979/80 · 
1980/81 · 
1981/82 · 
1982/83 · 
1983/84 · 
1984/85 · 
1985/86 · 
1986/87 · 
1987/88 · 
1988/89 · 
1989/90 · 
1990/91 · 
1991/92 · 
1992/93 · 
1993/94 · 
1994/95 · 
1995/96 · 
1996/97 · 
1997/98 · 
1998/99 · 
1999/00 · 
2000/01 · 
2001/02 · 
2002/03 · 
2003/04 · 
2004/05 · 
2005/06 · 
2006/07 · 
2007/08 · 
2008/09 · 
2009/10 · 
2010/11 · 
2011/12 · 
2012/13 ·
2013/14 ·
2014/15 ·
2015/16 ·
2016/17 ·
2017/18 ·
2018/19 ·
2019/20 ·
2020/21 ·
2021/22 ·
2022/23 ·
2023/24 ·
2024/25 ·
Nederlandse competities: Hoofdklasse (zaal) · Promotieklasse · Overgangsklasse · Eerste klasse · Tweede klasse · Derde klasse · Vierde klasse · Gold Cup · Silver Cup

Nederlands kampioenschap: Lijst van Nederlandse landskampioenen hockey · Lijst van Nederlandse landskampioenen zaalhockey

Europese competities: Euro Hockey League · Europacup I · Europa Cup II · Europacup zaalhockey